# Clara Louise Kellogg
Clara Louise Kellogg (9 de julio de 1842 – 13 de mayo de 1916) fue una soprano dramática estadounidense con un registro vocal de dos octavas y media. En su juventud, su voz era una soprano aguda con un registro que iba desde el do hasta el mi bemol. Con la edad, perdió algunas de las notas más agudas, pero ganó en potencia y riqueza.

## Biografía

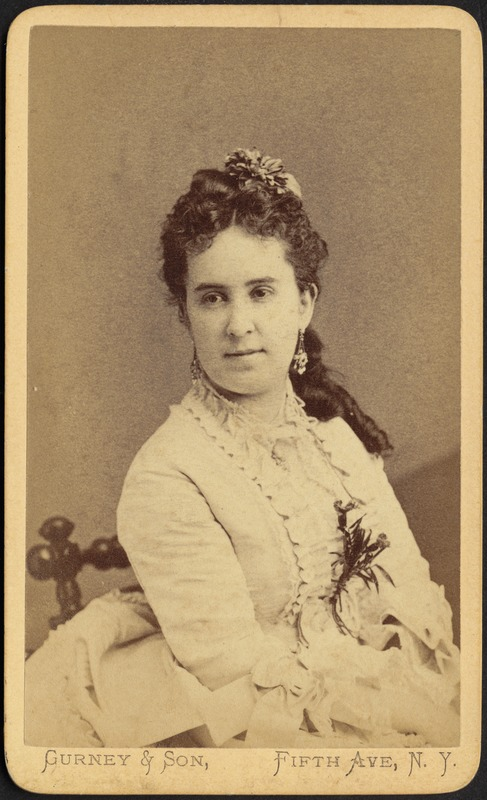
Clara Louise Kellogg, [ca. 1859–1870]. Carte de Visite Collection, Boston Public Library.

Clara Louise Kellogg nació en Sumterville, Carolina del Sur, hija de Jane Elizabeth (Crosby) y George Kellogg. Recibió su formación musical en la Academy of Music, ciudad de Nueva York, donde cantó ópera por primera vez en 1861. Su hermosa voz de soprano y su talento artístico pronto la hicieron famosa. Actuó como prima donna en óperas italianas en Londres y en conciertos en 1867 y 1868, y desde entonces hasta 1887 fue una de las cantantes más destacadas. Actuó ocasionalmente en Londres, pero se dedicó principalmente a la música en Estados Unidos.
En 1874, Kellogg organizó una compañía de ópera muy conocida en Estados Unidos, y su iniciativa y energía al dirigirla fueron notables. La compañía sufrió una tragedia el 26 de mayo de 1882, cuando dos de sus miembros, el virtuoso pianista Herman Rietzel y el cantante bajo George Conly, se ahogaron en el lago Spofford durante una gira.
Kellogg se retiró tras casarse con Carl Strakosch en Elkhart, Indiana, el 6 de noviembre de 1886. En 1913 publicó sus memorias bajo el título Memoirs of an American Prima Donna. Murió en su casa de New Hartford, Connecticut, el 13 de mayo de 1916.